# Transgression zancléenne
La transgression zancléenne, est un évènement géologique qui marque le début de l'époque du Pliocène et de l'âge du Zancléen, il y a 5,33 millions d'années. À cette époque, l'ouverture du détroit de Gibraltar entraine le déversement de l'océan Atlantique dans la mer Méditerranée, auparavant exondée au cours de la crise de salinité messinienne. La fermeture du détroit de Gibraltar, il y a 5,96 millions d'années, avait été provoquée par les mouvements tectoniques du continent africain.

## Géologie
La fermeture du détroit de Gibraltar, qui mène à l'assèchement de la Méditerranée, puis sa réouverture 630 000 ans plus tard, proviennent des mouvements tectoniques du continent africain, qui tend à remonter vers le Nord et à entrer en collision avec la plaque ibérique. C'est en 1972, à la suite de l'analyse des sondages et carottages du Deep Sea Drilling Project (en), qu'est observé cet évènement dans la mer Méditerranée : les marnes bleues, caractéristiques des bassins de l'époque, précèdent la sédimentation de roches évaporitiques, liées à la fermeture et l'évaporation progressive de la mer, qui cèdent ensuite la place à des vases semi-pélagiques indiquant la réouverture de l'accès à l'Océan mondial.
La sédimentation qui a eu lieu lors de la crise de salinité messinienne est extrêmement différente de celle qui suit au Pliocène-Pléistocène. Des bancs de sel, majoritairement, du gypse et des vases dolomitiques, forment l'essentiel des couches sédimentaires du Messinien récent et contrastent ainsi avec les vases pélagiques, les contourites claires et la faune de mer ouverte du Pliocène. La transition brutale montre le brusque changement qui a eu lieu à cette époque dans le bassin méditerranéen.

## Inondation du bassin méditerranéen
Des études anciennes proposaient l'hypothèse d'un remplissage s'étalant potentiellement sur 10 000 ans.
Cependant, dans une étude publiée en 2009 dans la revue Nature, Garcia-Castellanos et al. suggèrent une inondation du bassin bien plus rapide, voire cataclysmique. L'étude de l'érosion des sols aux environs du détroit et des dépôts et alluvions a conduit à considérer que la mer pourrait s'être quasiment remplie (à 90 %) sur une période de quelques mois à deux ans. Ceci implique un débit de l'ordre de 108 mètres cubes par seconde au niveau du détroit de Gibraltar (contre 1,5 × 105 mètres cubes par seconde en moyenne pour l'Amazone actuel, soit environ mille fois moins).

## Dans la culture populaire
La transgression zancléenne, le déversement de l'océan Atlantique dans la mer Méditerranée, a peut-être été un évènement spectaculaire (même si ce caractère spectaculaire à l'échelle du temps humain est encore discuté). La culture populaire s'est approprié cet évènement géologique en usant de divers artifices.
Ainsi, en 1975, l'écrivain américain de science-fiction Poul Anderson consacre-t-il une nouvelle de sa série La Patrouille du Temps à cet évènement. Dans cette nouvelle intitulée Les Chutes de Gibraltar, les patrouilleurs du temps, qui donnent leur nom à la série, cherchent à sauver l'un des leurs tombés dans la cataracte créée par le déferlement de l'océan Atlantique dans ce qui deviendra la Méditerranée alors qu'ils étaient en train d'étudier le phénomène grâce à leur maîtrise du voyage dans le temps.
En 2003, dans son roman Évolution, qui imagine l'évolution de notre espèce depuis ses ancêtres, il y a 65 millions d'années, jusqu'à ses descendants, 500 millions d'années dans le futur, l'écrivain britannique de science-fiction Stephen Baxter raconte l'histoire de Capo, un de nos ancêtres singes il y a 5,33 millions d'années, sur les côtes d'Afrique du Nord. Au cours de ses pérégrinations qui l'amènent à traverser l'actuelle Méditerranée alors partiellement asséchée, Capo aperçoit un jour, au loin, du haut d'un promontoire, un « nuage bouillonnant » qui s'avère être « les plus puissantes cascades de la Terre — d'une puissance et d'un débit équivalents à mille chutes du Niagara » à l'emplacement de l'actuel détroit de Gibraltar.